# Dordżgotowyn Pürewloow
Dordżgotowyn Pürewloow (Доржготовын Пүрэвлоов, ur. 12 października 1944) – mongolska biegaczka narciarska, olimpijka.
Na zimowych igrzyskach olimpijskich w Innsbrucku wzięła udział w biegach na 5 i 10 kilometrów, zajmując odpowiednio 31. i 35. miejsce.